# Київський міський голова
Ки́ївський міськи́й голова́ — головна посадова особа у системі законодавчої та виконавчої влади столиці України — міста Києва.

## Законодавчий статус
Обирається територіальною громадою міста на основі загального, рівного, прямого виборчого права шляхом таємного голосування в порядку, визначеному законом, і здійснює свої повноваження на постійній основі. Повноваження Київського міського голови визначаються Законом України «Про місцеве самоврядування в Україні» та Законом України «Про столицю України — місто-герой Київ».
Згідно із Законом України «Про місцеве самоврядування в Україні», Київський міський голова не може бути депутатом міської ради, суміщати свою службову діяльність з іншою посадою, в тому числі на громадських засадах (крім викладацької, наукової та творчої роботи у позаробочий час), займатися підприємницькою діяльністю, одержувати від цього прибуток.

## Обов'язки
За своїми посадовими обов'язками Київський міський голова очолює виконавчий орган Київської міської ради — Київську міську державну адміністрацію.
Окрім того, ст. 17 Закону України «Про столицю України — місто-герой Київ» наділяє Київського міського голову додатковими повноваженнями. Зокрема столичний голова:
1. бере участь у підготовці проєктів законів України, актів Президента України і Кабінету Міністрів України, відповідних програм, що стосуються міста Києва;
2. бере участь у розв'язанні питань щодо проведення у місті Києві заходів загальнодержавного та міжнародного характеру;
3. бере участь у засіданнях Кабінету Міністрів України з правом дорадчого голосу при розгляді питань, що стосуються столиці України — міста Києва;
4. вносить на розгляд Президента України, Кабінету Міністрів України проєкти відповідних нормативно-правових актів та інші пропозиції з питань, що стосуються міста Києва як столиці України;
5. бере участь у розв'язанні питань щодо розміщення у місті Києві державних органів, представництв інших держав та міжнародних організацій, а також у протокольних заходах, що стосуються міста Києва;
6. вносить до відповідних органів виконавчої влади пропозиції щодо передачі до сфери управління Київської міської ради, передачі або продажу у комунальну власність територіальної громади міста Києва чи районів у місті Києві підприємств, організацій, установ, їх структурних підрозділів та інших об'єктів, що належать до державної або інших форм власності, а також часток (акцій, паїв), що належать державі в акціонерних товариствах, розташованих на території міста Києва, якщо вони мають важливе значення для забезпечення виконання містом Києвом столичних функцій;
7. дає згоду на призначення та звільнення керівників підприємств та міських органів виконавчої влади подвійного підпорядкування;
8. погоджує питання щодо створення, перепрофілювання або ліквідації підприємств та організацій загальнодержавного значення, розташованих на території міста Києва;
9. одержує інформацію щодо діяльності всіх підприємств, установ та організацій на території міста, незалежно від їх підпорядкування і форм власності, в частині, що стосується життєдіяльності міста Києва, та впливає на виконання містом Києвом столичних функцій.

## Вибори
До 2015 року Київський міський голова обирався виборами відповідно до закону «Про вибори депутатів місцевих рад та сільських, селищних, міських голів» (14/98-ВР). З 2015 року Київський міський голова обирається виборами відповідно до закону «Про місцеві вибори» (595-19).

### 1994
1994 року у другому турі перших прямих виборів очільника міста головою Київської міської ради був обраний Леонід Косаківський, за якого віддали свої голоси 549 904 виборці (29,59 % від загального числа виборців, або 54,6 % від тих, що взяли участь в голосуванні), проти — 450 036. Його опонент Володимир Черняк набрав 403 367 голосів (21,71 %), проти — 596 573.
12 червня 1997 року після набуття чинності Закону України «Про місцеве самоврядування в Україні» на підставі статті 3 розділу V Прикінцеві та перехідні положення, як чинний голова Київської міської ради Леонід Косаківський набув статусу Київського міського голови. З цього моменту головування на сесіях Київради та інші обов'язки голови Київради стали повноваженнями міського голови.

### 1998
14 січня 1998 року Верховна Рада України прийняла закон «Про вибори депутатів місцевих рад та сільських, селищних, міських голів», а згодом і окрему постанову щодо виборів міського голови Києва. Але 27 березня 1998 року Конституційний суд України ухвалив рішення про скасування прямих виборів Київського міського голови.

### 1999
Міським головою був обраний Олександр Омельченко, який набрав 76 %, тоді як його основний конкурент — Григорій Суркіс — 16 %

### 2002
На виборах 2002 року міським головою був обраний Олександр Омельченко, який набрав 63,7 % голосів виборців.

### 2006
За даними Київської міської виборчої комісії, Леонід Черновецький виграв вибори 2006 року, набравши 31,83 % голосів виборців, Віталій Кличко зайняв друге місце з 23,7 %, а Олександр Омельченко зайняв третє місце з 21,2 %.

### 2014
На позачергових виборах 2014 року міським головою був обраний Віталій Кличко, який набрав 56,7 % (765020 голосів). 5 червня 2014 року він склав присягу у залі Київської міської ради.

### 2020
На виборах мера Києва 25 жовтня 2020 року взяло участь 20 кандидатів.
Міським головою був обраний Віталій Кличко, який набрав 50,52%, набравши 365 161 голос виборців.